# Bugatti Rimac
Bugatti Rimac ― спільне підприємство зі штаб-квартирою в місті Света Неделя, Хорватія, відоме автомобільними брендами Bugatti та Rimac.
Два бренди були об'єднані за бізнес-рішенням Porsche, який передав контроль над Bugatti Мате Рімацу, а натомість отримав більшу частку в Rimac Group, до складу якої входить Rimac Technology, компанія, що розробляє акумулятори та силові агрегати. Завдяки цьому Rimac Group володіє 55%, а Porsche - 45% акцій Bugatti Rimac. Rimac Group, в свою чергу, належить Мате Рімацу, Porsche, Hyundai та іншим міноритарним акціонерам.
Rimac Automobili та Bugatti Automobiles працюють як окремі бренди та виробники, маючи виробничі потужності в Загребі, Хорватія, Мольсаймі, Франція, тощо. Глобальна штаб-квартира Bugatti Rimac розташована в колишній штаб-квартирі Rimac Automobili в місті Света Неделя поблизу Загреба.
У Bugatti Rimac працює 435 працівників, з яких 300 - у Света Неделя та 135 - у Мольсаймі у Франції.
20 серпня 2022 року Bugatti Rimac представила свій перший спільний автомобіль - Bugatti W16 Mistral.